# Ceratogyrus paulseni
Ceratogyrus paulseni is een spinnensoort in de taxonomische indeling van de vogelspinnen (Theraphosidae).
Het dier behoort tot het geslacht Ceratogyrus. De wetenschappelijke naam van de soort werd voor het eerst geldig gepubliceerd in 2005 door Gallon.